# Rusini u Mađarskoj
Rusini su jedna od nacionalnih manjina u Mađarskoj.
Prema mađarskim službenim statistikama, u Mađarskoj je 2001. živjelo 2079 Rusina.
1068 stanovnika Mađarske govori rusinski s članovima obitelji ili prijateljima, a 1292 ima afinitet s kulturnim vrijednostima i tradicijama rusinskog naroda.